# 印度洋垃圾帶

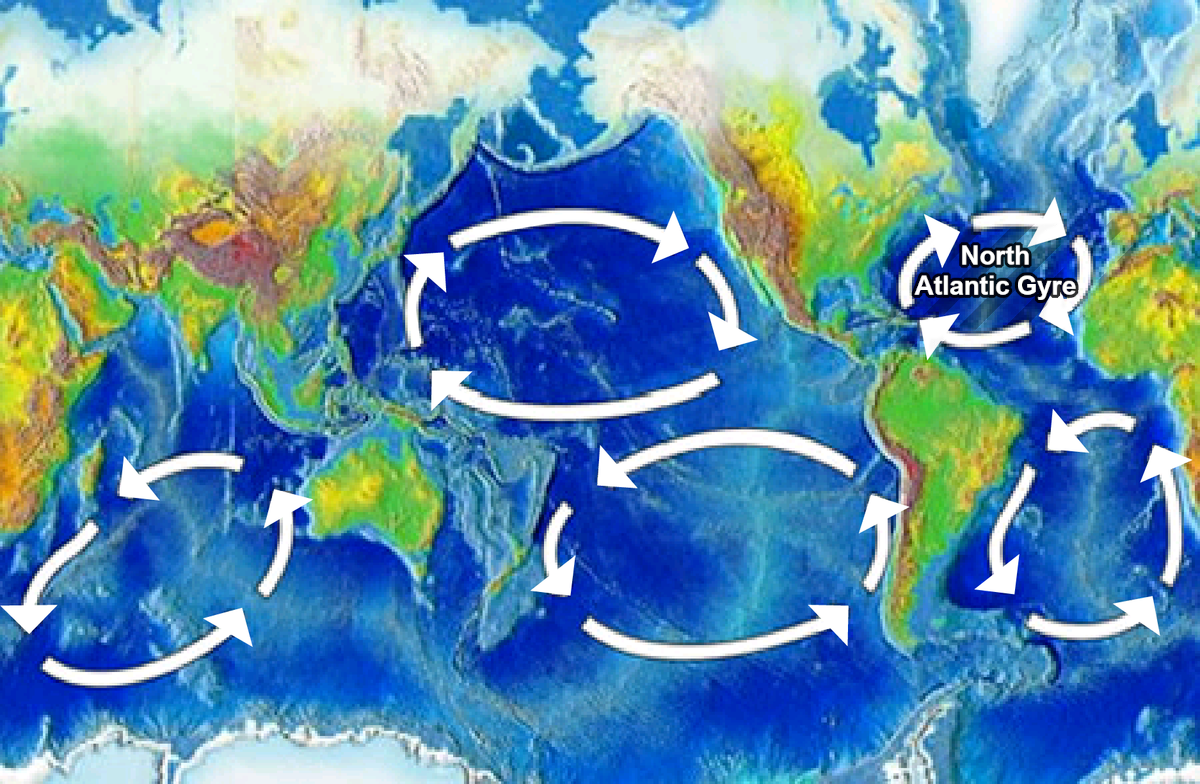
印度洋環流是世界五個主要環流之一。

世界五大海洋垃圾帶，其中印度洋垃圾帶最接近南極。

在2010年被研究人員發現的印度洋垃圾帶（英語：Indian Ocean garbage patch）是個海洋垃圾帶，是種海洋廢棄物環流，懸浮在印度洋中部的上層水柱中，特別是在印度洋環流，這環流是世界五大海洋環流中的一個。 這片垃圾帶並非是個連續不斷的廢棄物區域。世界五大海洋垃圾帶都一樣，其中的塑料多數已分解成更小的顆粒狀，但仍以聚合物的形式存在。所有的垃圾主要是由遠洋帶塑料、化學流出物和其他廢棄物（主要都是肉眼看不見的顆粒）所組成。此處廢棄物顆粒的數量每平方公里約有10,000顆。

## 發現
首度被發現的海洋垃圾帶是太平洋垃圾帶，美國國家海洋暨大氣總署（NOAA）在1988年發表的一篇論文即預測有此垃圾帶的存在。而預測是根據阿拉斯加州的幾位研究人員在1985年至1988年間對於棲息在北太平洋塑膠垃圾上的漂浮生物研究的結果。。 
對於印度洋中島嶼及沖上印度洋周圍海灘上的垃圾做研究後，推斷在印度洋的水柱裡面也會有塑料廢棄物存在。
這些具有中性浮力和正浮力的塑料物品受洋流導引進入垃圾帶中堆積，但研究人員和科學家難以確定其會飄流到何處。經研究後發現亞洲從印度洋西部的島嶼和非洲東部海岸聚積的垃圾會被南赤道洋流引入整個印度洋。除有印度洋垃圾帶之外，研究人員和科學家又發現另外兩個垃圾帶：南太平洋垃圾帶和北大西洋垃圾帶。這些垃圾帶中的垃圾大約有90%為塑料，會對海洋生物的健康構成威脅。 塑料廢棄物聚集並被沖上岸，會影響岸上生物的健康。由於水流強勁，塑料廢棄物被沖到各處海岸，會破壞環境及危害生物體。
非營利組織五大環流研究所在2010年啟動項目，研究在南大西洋、南太平洋和印度洋的環流是否受到與北太平洋和北大西洋環流同樣的影響。研究船在考察印度洋的航程中，在澳大利亞伯斯和模里西斯路易士港（馬達加斯加以東）之間往返；在4,800公里（3,000英里）的航程中所收集的每個海水樣本中都含有塑料。研究者發現南大西洋、南太平洋和印度洋環流與北太平洋和北大西洋環流受到影響的方式相同。五大環流研究所聯合創始人Anna Cummins將他們的發現稱為“稀薄的塑料湯”（參見海洋塑膠污染）。

## 廢棄物來源
在10大海洋塑料污染來源國（中國以30%的佔比排名第一）中，臨印度洋的國家有五個：印尼（排名第2）、斯里蘭卡（第5）、泰國（第6）、馬來西亞（第8）和孟加拉國（第10）。
有10條河流系統，其攜帶進入海洋的廢棄物總量達到全球的90%。其中流入印度洋的有2：印度河（第2）和恒河（第6）。

## 激發大眾關注的行動
為引發大眾對海洋垃圾帶的關注，來自羅馬的藝術家Maria Cristina Finucci於2013年4月11日在巴黎，於聯合國教科文組織總幹事伊琳娜·博科娃在場情況下宣布創立垃圾帶之國的跨媒體說故事傳播計畫。此垃圾帶之國計畫是聯合國教科文組織和義大利環境部贊助的一系列活動中的第一個，也在世界各地掀起一系列藝術展覽，目的在引起人們對垃圾帶的規模和嚴重性的關注，並激發人們的認知和採取應對行動。

## 進一步閱讀
- Gregory, M.R.; Ryan, P.G. . Coe, J.M.; Rogers, D.B.  (编). . New York: Springer-Verlag. 1997: 49–66.
- Masahisa Kubota; Katsumi Takayama; Noriyuki Horii.  (PDF). School of Marine Science and Technology, Tokai University. 2000  [2023-07-15]. （原始内容存档 (PDF)于2008-11-21）.

## 外部連結
- Pacific Garbage Patch – Smithsonian Ocean Portal （页面存档备份，存于）
- "Plastic Surf" The Unhealthful Afterlife of Toys and Packaging: Small remnants of toys, bottles and packaging persist in the ocean, harming marine life and possibly even us （页面存档备份，存于） by Jennifer Ackerman Scientific American August 2010
- photographer Chris Jordan, who recently traveled to a remote part of the Pacific Ocean to document effects of the world’s largest known mass of garbage. in Seed Boustead, Greg. . Seedmagazine.com. 2010-02-18  [2010-07-28]. 原始内容存档于2010-07-18.
- Scripps Environmental Accumulation of Plastic Expedition (SEAPLEX) – Scripps Institution of Oceanography, UC San Diego
- The Project Kaisei Voyage Tracker  – Project Kaisei and Ojingolabs
- 5 Gyres – Understanding Plastic Marine Pollution  （页面存档备份，存于） – Algalita, Livable Legacy
- The trash vortex （页面存档备份，存于） – Greenpeace
- Navigating the Pacific's 'Garbage Patch' （页面存档备份，存于） – National Public Radio and me
- Marine Research, Education and Restoration （页面存档备份，存于） – Algalita Marine Research Foundation
- Images & video from the North Pacific gyre （页面存档备份，存于） – WordPress.com
- Sea of Trash （页面存档备份，存于） – New York Times Magazine
- Captain Charles Moore on the seas of plastic （页面存档备份，存于）
- Charles Moore: Sailing the Great Pacific Garbage Patch 的存檔，存档日期2009-11-25. – TED Conference talk (2009)